# Квинт Муций Орестин
Квинт Муций Орестин (на латински: Quintus Mucius Orestinus) e политик на Римската република през втората половина на 1 век пр.н.е. Произлиза от фамилията Муции, клон Орестин.
През 64 пр.н.е. той е народен трибун с колега Фабий. Консули тази година са Луций Юлий Цезар IV и Гай Марций Фигул.